# کارولین پاول
کارولین پاول (به انگلیسی: Caroline Paul) (زاده ۲۹ ژوئیه ۱۹۶۳، در نیویورک سیتی) یک نویسنده آمریکایی است که زمینه فعالیت وی در ادبیات داستانی و غیرداستانی می‌باشد.

## سالهای ابتدایی زندگی و تحصیلات
کارولین پاول در نیویورک سیتی متولد شده و در پاریس (فرانسه) و سپس در کورنوال، کنتیکت (به انگلیسی: Cornwall, Connecticut) بزرگ شد. پدرش به شغل سرمایه‌گذاری در بانک مشغول بود و مادرش نیز مددکار اجتماعی بود. او در دانشگاه استنفورد در رشته‌های روزنامه‌نگاری و فیلم‌سازی مستند تحصیل کرد.

## شغل
پاول مدتی را به‌عنوان خبرنگار در ایستگاه رادیوی سراسری KPFA در برکلی فعالیت کرد و پس از آن در سال ۱۹۸۸ به ایستگاه آتش‌نشانی سان‌فرانسیسکو (به انگلیسی: San Francisco Fire Department) پیوست؛ جایی که در آن، وی به عنوان یکی از اولین زنانی بود که در این سازمان استخدام شده بودند. او بخش عمده‌ای از دوران حرفه‌ای خود را در تیم جست‌وجو و نجات سپری نمود.
نخستین کتاب غیرداستانی کارولین پاول، «مبارزه با آتش» (به انگلیسی: Fighting Fire) بود که در سال ۱۹۹۸ منتشر شد. این کتاب به مرحله نهایی جایزه کتاب شمال کالیفرنیا راه یافت و به‌عنوان یکی از گزینه‌های جایگزین باشگاه کتاب ماه انتخاب شد.
دومین کتاب او، رمان تاریخی «باد شرقی وزیدن گرفته، باران در راه است» (به انگلیسی: East Wind, Rain) که در سال ۲۰۰۶ منتشر شد، بر اساس حادثه نیهاو (به انگلیسی: Niihau incident) نوشته شده است؛ رویدادی تاریخی که در آن، یک خلبان ژاپنی پس از حمله به پرل هاربر، در یک جزیره خصوصی به نام نیهاو در هاوایی سقوط کرد. نیویورک تایمز در نقد این کتاب نوشت: «وقتی کتاب تمام می‌شود، نمی‌خواهیم آن را پایین بگذاریم.»
سومین کتاب او، گربه گمشده؛ داستان واقعی عشق، ناامیدی و فناوری GPS (به انگلیسی: Lost Cat: A True Story of Love, Desperation, and GPS Technology)، در سال ۲۰۱۳ منتشر شد و توسط وندی مک‌ناتن (به انگلیسی: Wendy MacNaughton)، هنرمند و همسر پاول، منتشر شد. این کتاب به ماجرای جستجوی پاول و مک‌ناتن با استفاده از تکنولوژی و فناوری برای یافتن گربه گمشده‌شان می‌پردازد.
مجله ساعت خبر PBS با نام (PBS Newshour) دربارهٔ این کتاب می‌نویسد: «این یک داستان احساسی و طنزآمیز دربارهٔ عشقی عمیق است که انسان‌ها می‌توانند نسبت به حیوانات خانگی خود داشته باشند و راه‌های عجیب و غریبی را که این عشق و دلبستگی می‌تواند آن‌ها را به آنجا بکشاند، نشان می‌دهد؛ اما این کتاب فراتر از روابط میان انسان‌ها و حیوانات خانگی آنها رفته و دیدگاهی کلی دربارهٔ تمامی روابط انسانی و نقش افرادی که در زندگی‌مان آنها را دوستشان داریم -و گاهی دوست نداریم- ارائه می‌کند.»
کارولین پاول، در سال ۲۰۱۶، کتاب «دختر شجاع: به سمت یک زندگی پر ماجرا برو» (به انگلیسی: The Gutsy Girl: Escapades for Your Life of Epic Adventure) که در نیویورک تایمز در رده کتاب‌های پر فروش قرار گرفت، را منتشر کرد. این کتاب به عنوان کتابی درباره‌ی «تمایلات شخصی دختران در سنین نوجوانی» توصیف شده است که نه فقط در بحث شغل و فعالیت اجتماعی، بلکه در هر جایی همچون دوچرخه سواری، بالا رفتن از درختان، کایاک‌سواری و صخره‌نوردی اتفاق می‌افتد. … این کتاب، هم‌چنین ترکیبی از خاطرات و راهکارهایی برای قرار گذاشتن را نیز در بر گرفته که از طریق تعریف داستان‌های پرماجرا، درس‌هایی از زندگی را نیز می‌آموزد.
او همچنین مقاله‌ای در نیویورک تایمز منتشر نموده که مفاهیمی را که در کتاب دختر شجاع (به انگلیسی: The Gutsy Girl) آمده است، برای والدین توضیح می‌دهد. عنوان این مقاله "چرا به دختران می‌آموزیم که ترسیدن آنها را جذاب می‌کند؟" است که پس از انتشار به سرعت فراگیر شد.
کارولین پاول در مورد تربیت دختران سالم و با اعتماد به نفس از طریق تشویق به شجاعت، یک سخنرانی انگیزشی نیز ارائه نموده که بیش از ۲ میلیون بازدید داشت.
وی در سال ۲۰۱۸، با همکاری سباستین بک‌ویت (به انگلیسی: Sebastian Beckwith)، که یک کارشناس در زمینه چای است، کتابی درباره یک فنجان چای (به انگلیسی: A Little Tea Book) را منتشر نمود.
در دوران پاندمی، کارولین پاول با وندی مک‌ناتن در پروژه‌ای به نام "با هم نقاشی بکشیم" (به انگلیسی: Draw Together) همکاری کرد. این پروژه شامل یک کلاس آموزش نقاشی بود که به صورت پخش زنده (Live) و در قسمت‌هایی نیم‌ساعته در اینستاگرام پخش می‌شد. هدف این مجموعه، کمک به کودکان و والدین در دوران تعطیلی مدارس، برای آموزش بود که توسط مک‌ناتن طراحی و اجرا شد. پاول تمام این مجموعه مصاحبه‌ها و دیگر محتواهای مربوط به آن را با تلفن همراه فیلمبرداری و ویرایش می‌کرد. Draw Together در مجموع با تولید ۷۰ برنامه نیم‌ساعته، به دست ده‌ها هزار کودک در سراسر جهان رسید؛ این برنامه بیش از یک سال ادامه یافت.
کارولین پاول، در طی همان مدت، کتاب جدید خود با عنوان "Tough Broad: From Boogie Boarding to Wing Walking, How Outdoor Adventure Improves Our Lives as We Age" را نوشت. پاول در این کتاب به بررسی آخرین تحقیقات و یافته‌ها در علوم اجتماعی در مورد دوران پیری اشاره می‌کند. وی برای تألیف این کتاب به ماجراجویی‌های زیادی دست می‌زند. این ماجراجویی‌ها شامل غواصی با یک فرد هشتاد ساله، پیاده‌روی با یک فرد ۹۳ ساله و تماشای پرندگان با افراد مسن می‌شود. این کتاب به این نکته مهم اشاره دارد که ارتباط با طبیعت، به‌ویژه برای زنان در سال‌های پایانی زندگی، تأثیر عمیقی بر جسم و ذهن آنها دارد.
دایانا نیاد (به انگلیسی: Diana Nyad) که یک شناگر است، دربارهٔ این کتاب می‌گوید: «این کتاب حاصل تلاش‌های خطرناکی است که توسط کارولین پاول، سخت‌کوش‌ترین زنی که می‌شناسم، به دست آمده است … کارولین ما را که در سن بالا و در دوران پیری هستیم، به این امید واقع‌گرایانه می‌رساند که هنوز چیزهای زیادی برای کشف کردن وجود دارد.»
کارولین پاول عضو قدیمی انجمن The Writers Grotto نیز می‌باشد؛ جایی که اعضای برجسته‌ای مانند نوآ هاولی (به انگلیسی: Noah Hawley) (نویسنده سریال‌های تلویزیونی Fargo و Legion)، بنی تسویی (به انگلیسی: Bonnie Tsui) (نویسنده کتاب Why We Swim)، مری روچ (به انگلیسی: Mary Roach) (نویسنده کتاب‌هایی که در نیویورک تامیز جزو پرفروش‌ترین‌ها بودند، مانند Stiff: The Curious Lives of Human Cadavers و Packing for Mars: The Curious Science of Life in the Void) و کاترین ما (به انگلیسی: Kathryn Ma) (نویسنده کتاب The Chinese Groove) نیز در آن عضویت دارند.

## زندگی شخصی
در سال ۲۰۱۸، کارولین پاول با وندی مک‌ناتن ازدواج کرد؛ اما این دو پس از ۱۵ سال زندگی مشترک، در سال ۲۰۲۳ از هم جدا شدند.
دوقلوی همسان کارولین، الکساندرا پاول (به انگلیسی: Alexandra Paul) نام دارد که در سریالی به Baywatch بازی کرده است. به دلیل شهرت الکساندرا در این سریال، اغلب کارولین پاول را با خواهر دوقلویش اشتباه می‌گیرند؛ حتی زمانی که او در آتش‌نشانی خدمت می‌کرد. این موضوع باعث شد که او یک داستان کوتاه، با نام Almost Her را بنویسد که در آن به بررسی کسانی می‌پردازد که به شکلی عجیب و غریب به شهرت می‌رسند و همچنین در این کتاب به آخرین یافته‌ها در علوم تحقیقاتی دربارهٔ دوقلوها می‌پردازد. این دو خواهر در سال ۱۹۹۸ در مقاله‌ای از مجله People تحت عنوان "Seeing Double" با موضوع دوقلوها معرفی شدند.
برادر کارولین، جاناتان پاول (به انگلیسی: Jonathan Paul)، یکی از رهبران گروه زیرزمینی حقوق حیوانات به نام Animal Liberation Front بود. این گروه حیوانات آزمایشگاهی را از آزمایشگاه‌های پزشکی و سمورهای آبی را از مزارع پرورش آزاد می‌ساخت و حتی یک بار یک کشتارگاه اسب را به آتش کشید. او به خاطر اقداماتش، برای چهار سال به زندان افتاد.
کارولین پاول خلبان نیز است و در اوقات فراغت با ژیروکوپتر (نوعی هلیکوپتر) پرواز می‌کند.
پسرعموی کارولین، به نام جان پاول (به انگلیسی: Jean Paul)، بازیکن تیم ملی کریکت دومینیکا و تیم کریکت جزایر لیوارد است.

## آثار
- مبارزه با آتش (به انگلیسی: Fighting Fire): ISBN 978-0-312-97000-0
- باد شرقی وزیدن گرفته، باران در راه است (به انگلیسی: East Wind, Rain): ISBN 978-0-06-078076-0
- گربه گمشده (به انگلیسی: Lost Cat): ISBN 978-1-60819-977-8
- دختر شجاع (به انگلیسی: The Gutsy Girl): ISBN 978-1-63286-123-8
- کتابی دربارهٔ یک فنجان چای (به انگلیسی: A Little Tea Book): ISBN 978-1-63286-902-9
- تو می‌توانی (به انگلیسی: You Are Mighty): ISBN 978-1-68119-822-4
- راه سخت (به انگلیسی: Tough Broad): ISBN 978-1-63557-649-8